# تشين هورميتشيا
تشين هورميتشيا (بالإسبانية: Chin Hormechea) (12 مايو 1996 - ) هو لاعب كرة قدم بنمي في مركز الدفاع. شارك مع منتخب بنما تحت 17 سنة لكرة القدم ومنتخب بنما تحت 20 سنة لكرة القدم ومنتخب بنما لكرة القدم. أما مع النوادي، فقد لعب مع نادي ديبورتيفو أراب يونيدو.

## وصلات خارجية
- تشين هورميتشيا على موقع قاعدة بيانات كرة القدم.إي يو (الإنجليزية)
- تشين هورميتشيا على موقع ناشيونال فوتبول تيمز (الإنجليزية)
- تشين هورميتشيا على موقع Soccerway.com (الإنجليزية)